# Higiena cyfrowa
Higiena cyfrowa – zbiór zachowań związanych z używaniem nowych technologii.

## Definicja
Polskie badania nad higieną cyfrową rozwijają się intensywnie od lat 20. XXI wieku, a definicje tego pojęcia nadal się kształtują. Na rok 2024 wypracowano dwie definicje, będące wynikiem wcześniejszych badań:
1) Higiena cyfrowa – chroniące zdrowie zachowania związane z używaniem technologii informacyjno-komunikacyjnych, zwłaszcza internetu i urządzeń ekranowych.
Definicja ta została stworzona przez Magdalenę Bigaj i drę hab. Magdalenę Woynarowską w ramach projektu badawczo-edukacyjnego „Higiena Cyfrowa Osób Dorosłych" realizowanego w Fundacji Instytut Cyfrowego Obywatelstwa w 2022 roku.
2) Higiena cyfrowa – zespół działań i czynności zmierzających do optymalizacji indywidualnego zdrowia somatycznego, psychicznego oraz społecznego w zakresie korzystania z technologii informacyjno-komunikacyjnych. Jej poziom uzależniony jest od samoregulacji i kontroli związanej z używaniem internetu oraz cyfrowych narzędzi ekranowych, alternatywy dla świata cyfrowego, jak również rozwiniętej sieci oparcia społecznego. Higiena cyfrowa może być rozumiana jako postawa życiowa wynikająca z kreatywnego i odpowiedzialnego używania zasobów sieci.
Jest to definicja, którą stworzono na potrzeby projektu badawczego „Zdalne nauczanie a adaptacja do warunków społecznych w czasie epidemii koronawirusa”.
W polskojęzycznej literaturze i stosowaniu funkcjonują także dwie inne definicje higieny cyfrowej:
3) Higiena cyfrowa – zespół czynności i postaw, które mają zapewnić nam bezpieczne użytkowanie urządzeń elektronicznych oraz nowoczesnych technologii, w taki sposób, aby nie stanowiło ono zagrożenia dla naszego życia i zdrowia. Higiena cyfrowa obejmuje również zagadnienia związane z naszym ciałem, a dokładniej z postawami, jakie przyjmujemy, gdy korzystamy z urządzeń elektronicznych i łączymy się z siecią. Definicja sformułowana przez Ministerstwo Cyfryzacji .
4) Higiena cyfrowa – praktyki, które pozwalają zachować zdrową równowagę w naszym życiu oraz zapobiegają psychologicznym i fizjologicznym negatywnym skutkom nadmiernego czasu spędzanego przed komputerem czy smartfonem.
Higiena cyfrowa nie jest tym samym, co bezpieczeństwo teleinformatyczne.

## Narzędzia do badania higieny cyfrowej
Do badania poziomu higieny cyfrowej stworzone zostało innowacyjne, naukowo opracowane narzędzie badawcze - Kwestionariusz Samooceny Higieny Cyfrowej (także: Test Higieny Cyfrowej, Skala Higieny Cyfrowej). Jej autorki, Magdalena Bigaj i dra hab. Magdalena Woynarowska stworzyły kwestionariusz w ramach projektu „Badanie poziomu Higieny Cyfrowej dorosłych mieszkańców Polski" przeprowadzonego w Fundacji Instytut Cyfrowego Obywatelstwa.
Skala Higieny Cyfrowej obejmuje ponad 45 pytań z takich obszarów jak: stawianie granic i kontrola używania urządzeń ekranowych, zachowanie bezpieczeństwa podczas używania urządzeń ekranowych, tworzenie i odbieranie informacji w sieci oraz inne zachowania prozdrowotne zalecane użytkownikom urządzeń ekranowych. Narzędzie zostało stworzone w 2022 r. - we wrześniu 2022 odbył się pilotaż, a pierwsze ogólnopolskie badanie higieny cyfrowej ruszyło w listopadzie 2022 r.